# Melissa Dell
 (janvier 2022).
Si vous disposez d'ouvrages ou d'articles de référence ou si vous connaissez des sites web de qualité traitant du thème abordé ici, merci de compléter l'article en donnant les références utiles à sa vérifiabilité et en les liant à la section « Notes et références ».
Melissa Dell est une économiste et professeure d'économie à l'université Harvard. Ses recherches portent notamment sur l'économie du développement, l'économie politique et l'histoire économique.
En 2014, le FMI a classé Dell parmi les 25 meilleurs jeunes économistes. En 2018, elle a reçu le prix Elaine-Bennett pour la recherche et The Economist l’a nommée l’un des «huit meilleurs jeunes économistes de la décennie»r. Elle est boursière de Bourse Sloan.
En 2020, elle est lauréate de la Médaille John-Bates-Clark.

## Biographie
Dell a grandi à Enid, dans l'Oklahoma, où elle a fréquenté l'Académie biblique de l'Oklahoma.r  Malgré des difficultés à terminer les courses en raison de sa mauvaise vue, elle a été championne de course longue distance au lycée, établissant un record de l'État pour une distance de 3 000 mètresr . Elle a été la première élève de son lycée à fréquenter l’Université de Harvard et a créé une organisation, "College Matters"r, et un livre, Le Guide pour les étudiantes et étudiants du Collège, qui vous aidera à entrer dans le collège d'Elite de vos rêves. Conseils aux étudiants ambitieux d'horizons similaires.r
Elle a obtenu son diplôme avec mention très bien à Harvard en 2005 (B.A. en économie) et a étudié à l'université d'Oxford en tant que boursière Rhodes. Elle a obtenu un M. Phil. en économie en 2007. En 2012, elle a terminé son doctorat en économie au Massachusetts Institute of Technology, sous l'encadrement de Daron Acemoglu. Elle a été membre junior de la Harvard Society of Fellows de 2012 à 2014 et a rejoint le corps professoral de Harvard en 2014. Elle a été promue au poste en 2018.

## Contribution
Les domaines de recherche de Melissa Dell incluent l’économie du développement, l'économie politique et l'histoire économique. Ses travaux ont principalement porté sur l'explication du développement économique par la persistance d'institutions historiques et du climat. Elle a également étudié les effets des conflits sur le marché du travail et les résultats politiques, et vice versa. Une grande partie de ses recherches ont porté sur l’Amérique latine et l’Asie du Sud-Est. Elle a été l'un des premiers économistes à utiliser une régression sur discontinuité spatiale dans son article sur les effets à long terme de Mining Mita au Pérou.